# جاك فاغنر
جاك فاغنر (بالإنجليزية: Jack Wagner)‏ (و. 1959 – م) هو ممثل، ومغني، وعازف قيثارة، وممثل تلفزيوني، من الولايات المتحدة الأمريكية، ولد في واشنطن.

## وصلات خارجية
- جاك فاغنر على موقع IMDb (الإنجليزية)
- جاك فاغنر على موقع ألو سيني (الفرنسية)
- جاك فاغنر على موقع ميوزك برينز (الإنجليزية)
- جاك فاغنر على موقع أول موفي (الإنجليزية)
- جاك فاغنر على موقع قاعدة بيانات برودواي على الإنترنت (الإنجليزية)
- جاك فاغنر على موقع قاعدة بيانات الأفلام السويدية (السويدية)
- جاك فاغنر على موقع إن إن دي بي (الإنجليزية)
- جاك فاغنر على موقع ديسكوغز (الإنجليزية)
- جاك فاغنر على موقع قاعدة بيانات الفيلم (الإنجليزية)
- جاك فاغنر على موقع كينوبويسك (الروسية)